# Orte (Literaturzeitschrift)
orte ist eine Schweizer Zeitschrift für Literatur.

## Geschichte
Die erste Ausgabe von orte. Schweizer Literaturzeitschrift gab Werner Bucher 1974 heraus. Die Zeitschrift erscheint im gleichnamigen orte-Verlag. Der orte-Verlag wurde auf den 1. Januar 2015 vom Appenzeller Verlag übernommen und ist seither Bestandteil des Verlagshauses Schwellbrunn.

## Konzeption
orte ist eine Literaturzeitschrift für neue Gedichte, Prosa und Essay. Jede Ausgabe enthält einen thematischen Schwerpunkt, wobei ein Autor, ein Thema oder eine literarische Landschaft vorgestellt wird.